# تشيترا فرناندو
تشيترا فرناندو هي كاتبة للأطفال وكاتِبة سريلانكية، ولدت في 1935، وتوفيت في 1998.